# トラシダイオス
トラシダイオスは紀元前5世紀のアクラガス（現在のアグリジェント）の僭主である。

## 生涯
父であるテロンもアクラガスの僭主であったが、テロンの存命中にトラシダイオスはヒメラ（現在のテルミニ・イメレーゼ）の支配を任された。公正であった父とは異なり、トラシダイオスは暴力的、専断的な支配を行ったため人心を失い、市民は反乱寸前となった。ヒメラ市民はテロンと対立関係にあったシュラクサイの僭主ヒエロン1世に対して、ヒメラをヒエロンに明け渡して彼のテロンへの攻撃に参加することを申し出る使節団を派遣した。しかし、ヒエロンはテロンと和平を結ぶことを決め、市民を裏切ってテロンにこの計画を伝えた。テロンはこれを吟味して事実であることを確認すると、不平市民の指導者たちを処刑し、ヒメラにの支配を再確立した。このときにトラシダイオスがヒメラにおける地位を維持したかは不明であるが、テロンが死ぬと（紀元前473年または紀元前472年）、反対されることもなくアクラガスとヒメラの僭主の座を引き継いでいる。しかし彼の専制的・暴力的な性格はすぐに現れ、ヒメラと同様にアクラガスでも市民から嫌われた。
トラシダイオスはテロン存命中からテロンとの戦争で大きな役割を果たしていたが、僭主となっての最初の行動はヒエロンとの戦争の再開であった。トラシダイオスは大規模な傭兵軍を組織していたのに加え、アクラガスとヒメラからも徴兵し、歩騎12,000以上を率いてヒエロンとの戦争に向かった。しかし激しい戦闘の結果トラシダイオスは4,000を失って敗北した。アクラガス市民はこの機会を直ちに利用して、トラシダイオスを追放した。トラシダイオスはギリシア本土に逃れたが、メガラで捕らえられて公開処刑された。